# Andrea Seculin
Andrea Seculin (Gorizia, 14 luglio 1990) è un calciatore italiano, portiere della Reggiana.

## Carriera

### Club
Cresciuto nelle giovanili della Pro Romans e dell'Itala San Marco, squadre locali dell'Isontino, nel 2007 passa al Südtirol.

#### Fiorentina
Nel gennaio 2008 viene ingaggiato dalla Fiorentina, dove gioca nella formazione Primavera. Nella stagione 2009-10 è il terzo portiere della prima squadra alle spalle di Frey e Avramov. Nella stagione 2010-2011 è il quarto portiere dietro anche a Boruc, e il quinto dopo l'arrivo a gennaio di Neto; ma continua a giocare con la Primavera come fuoriquota, giungendo in finale del Torneo di Viareggio 2011 e vincendo la Coppa Italia Primavera 2010-2011.

#### In prestito alla Juve Stabia
Il 21 luglio 2011 si trasferisce a titolo temporaneo dalla Fiorentina alla Juve Stabia, neopromossa nel campionato di Serie B. Esordisce tra i professionisti il 27 agosto, alla prima giornata di campionato, giocando titolare nella partita Empoli-Juve Stabia (2-1). Il 4 luglio 2012 viene rinnovato per un altro anno il prestito alla società campana.

#### Chievo: prestiti ad Avellino e Samp e ritorno in Veneto
Il 19 luglio 2013 si trasferisce al ChievoVerona che poi lo gira subito in prestito all'Avellino. A fine stagione torna alla squadra gialloblu, ricoprendo il ruolo di terzo portiere e, nella stagione successiva, di secondo. Esordisce in Serie A il 3 febbraio 2016, nella partita Inter-Chievo 1-0, giocando gli interi novanta minuti, sfoderando una prestazione di alto livello e risultando il migliore in campo del match. Il 10 maggio rinnova col club veronese fino al 2019. Nella stagione 2018-19 esordisce in Chievo-Juventus, partita valida per la prima giornata di campionato, subentrando all'infortunato Sorrentino.
Il 2 settembre 2019 viene acquistato dalla Sampdoria con la formula del prestito con diritto di riscatto.
Dopo una stagione in Liguria senza aver disputato neanche una partita rientra a Verona per disputare il campionato di Serie B 20/21 con il ChievoVerona, prendendo posto come secondo portiere, dietro ad Adrian Šemper e collezionando alla fine della stagione solamente 4 presenze.

#### SPAL
Il 28 luglio 2021 sottoscrive un contratto annuale con la SPAL.

#### Pistoiese
Il 31 gennaio 2022 viene ceduto alla Pistoiese. Si rende fin da subito protagonista di ottime prestazioni, aiutando gli arancioni a risalire la classifica fino al diciottesimo posto, che vale i playout contro l'Imolese. Nonostante una buona vittoria nella gara d'andata, aiutata proprio dalle parate di Seculin, la Pistoiese cade a Imola ed è costretta a salutare la categoria.

#### Modena
Rimasto svincolato dopo la retrocessione della società in Serie D, il 6 luglio del 2022 Seculin si unisce ufficialmente al Modena, appena ritornato in Serie B, con cui firma un contratto annuale con un'opzione per una seconda stagione, in cui ha ricoperto il ruolo di secondo del titolare Riccardo Gagno, scendendo in campo solo in Coppa Italia e nell'ultima giornata di campionato vinta contro il Südtirol.
Nel luglio del 2023, il portiere rinnova il proprio contratto con il club fino al 2024, con opzione per un'ulteriore estensione. Nel corso dell'anno trova maggiore spazio rispetto a quello precedente affermandosi come titolare. Lascia il Modena al termine della stagione, alla scadenza naturale del suo contratto.

#### Trapani e Modena
Il 12 luglio 2024, Seculin viene acquistato dal Trapani, neopromosso in Serie C.
Il 29 gennaio 2025 viene ceduto in prestito secco al Modena, di nuovo in Serie B, fino al termine dell'annata.

#### Reggiana
Il 9 agosto seguente si trasferisce alla Reggiana, con cui firma un annuale con opzione.

### Nazionale
Il 25 marzo 2009 esordisce in Nazionale Under-21 entrando nel secondo tempo della partita amichevole Austria-Italia (2-2). Viene poi convocato da Pierluigi Casiraghi come terzo portiere agli Europei Under-21 in Svezia. L'8 settembre 2009 gioca per la prima volta da titolare nella gara Italia-Lussemburgo (2-0), valida per le qualificazioni all'Europeo 2011.

## Statistiche

### Presenze e reti nei club
Statistiche aggiornate al 29 maggio 2025.
| Stagione           | Squadra            | Campionato         | Campionato | Campionato | Coppe nazionali | Coppe nazionali | Coppe nazionali | Coppe continentali | Coppe continentali | Coppe continentali | Altre coppe | Altre coppe | Altre coppe | Totale | Totale |
| Stagione           | Squadra            | Comp               | Pres       | Reti       | Comp            | Pres            | Reti            | Comp               | Pres               | Reti               | Comp        | Pres        | Reti        | Pres   | Reti   |
| ------------------ | ------------------ | ------------------ | ---------- | ---------- | --------------- | --------------- | --------------- | ------------------ | ------------------ | ------------------ | ----------- | ----------- | ----------- | ------ | ------ |
| 2007-gen. 2008     | Südtirol           | C2                 | 0          | 0          | CI-C            | 3               | -8              | -                  | -                  | -                  | -           | -           | -           | 3      | -8     |
| 2008-2009          | Fiorentina         | A                  | 0          | 0          | CI              | 0               | 0               | UCL+CU             | -                  | -                  | -           | -           | -           | 0      | 0      |
| 2009-2010          | Fiorentina         | A                  | 0          | 0          | CI              | 0               | 0               | UCL                | 0                  | 0                  | -           | -           | -           | 0      | 0      |
| 2010-2011          | Fiorentina         | A                  | 0          | 0          | CI              | 0               | 0               | -                  | -                  | -                  | -           | -           | -           | 0      | 0      |
| Totale Fiorentina  | Totale Fiorentina  | Totale Fiorentina  | 0          | 0          |                 | 0               | 0               |                    | 0                  | 0                  |             | -           | -           | 0      | 0      |
| 2011-2012          | Juve Stabia        | B                  | 18         | -19        | CI              | 1               | -2              | -                  | -                  | -                  | -           | -           | -           | 19     | -21    |
| 2012-2013          | Juve Stabia        | B                  | 17         | -32        | CI              | 3               | -3              | -                  | -                  | -                  | -           | -           | -           | 20     | -35    |
| Totale Juve Stabia | Totale Juve Stabia | Totale Juve Stabia | 35         | -51        |                 | 4               | -5              |                    | -                  | -                  |             | -           | -           | 39     | -56    |
| 2013-2014          | Avellino           | B                  | 24         | -26        | CI              | 3               | -1              | -                  | -                  | -                  | -           | -           | -           | 27     | -27    |
| 2014-2015          | Chievo             | A                  | 0          | 0          | CI              | 0               | 0               | -                  | -                  | -                  | -           | -           | -           | 0      | 0      |
| 2015-2016          | Chievo             | A                  | 3          | -2         | CI              | 0               | 0               | -                  | -                  | -                  | -           | -           | -           | 3      | -2     |
| 2016-2017          | Chievo             | A                  | 4          | -9         | CI              | 1               | 0               | -                  | -                  | -                  | -           | -           | -           | 5      | -9     |
| 2017-2018          | Chievo             | A                  | 0          | 0          | CI              | 1               | -1              | -                  | -                  | -                  | -           | -           | -           | 1      | -1     |
| 2018-2019          | Chievo             | A                  | 2          | -7         | CI              | 1               | 0               | -                  | -                  | -                  | -           | -           | -           | 3      | -7     |
| 2019-2020          | Sampdoria          | A                  | 0          | 0          | CI              | 0               | 0               |                    | -                  | -                  |             | -           | -           | 0      | 0      |
| 2020-2021          | Chievo             | B                  | 3          | -7         | CI              | 1               | -1              |                    | -                  | -                  |             | -           | -           | 4      | -8     |
| Totale Chievo      | Totale Chievo      | Totale Chievo      | 12         | -25        |                 | 4               | -2              |                    | -                  | -                  |             | -           | -           | 16     | -27    |
| 2021-gen. 2022     | SPAL               | B                  | 6          | -10        | CI              | 0               | -0              |                    | -                  | -                  |             | -           | -           | 6      | -10    |
| gen.-giu. 2022     | Pistoiese          | C                  | 16+2       | -25+ -2    | CI-C            | 0               | 0               |                    | -                  | -                  |             | -           | -           | 18     | -27    |
| 2022-2023          | Modena             | B                  | 1          | - 1        | CI              | 2               | -5              | -                  | -                  | -                  | -           | -           | -           | 3      | -6     |
| 2023-2024          | Modena             | B                  | 17         | -23        | CI              | 0               | 0               |                    | -                  | -                  |             | -           | -           | 17     | -23    |
| 2024-gen. 2025     | Trapani            | C                  | 19         | -25        | CI-C            | 2               | -0              |                    | -                  | -                  |             | -           | -           | 21     | -25    |
| gen.-giu. 2025     | Modena             | B                  | 0          | -0         | CI              | -               | -               |                    | -                  | -                  |             | -           | -           | 0      | 0      |
| Totale Modena      | Totale Modena      | Totale Modena      | 18         | -24        |                 | 2               | -5              |                    | -                  | -                  |             | -           | -           | 20     | -29    |
| 2025-2026          | Reggiana           | B                  | 0          | 0          | CI              | 0               | 0               | -                  | -                  | -                  | -           | -           | -           | 0      | 0      |
| Totale carriera    | Totale carriera    | Totale carriera    | 131+2      | -186+ -2   |                 | 18              | -21             |                    | 0                  | 0                  |             | -           | -           | 150    | -209   |

## Palmarès

### Club

#### Competizioni giovanili
- Coppa Italia Primavera: 1

Fiorentina: 2010-2011